# Suncat 120
Suncat 120 ist ein von der Werft Kiebitzberg GmbH & Co. KG für die Berliner Reederei SolarCircleLine gebauter Fahrgastschiff-Typ. Das erste Schiff wurde im Dezember 2019, das zweite im Juli 2020 abgeliefert.

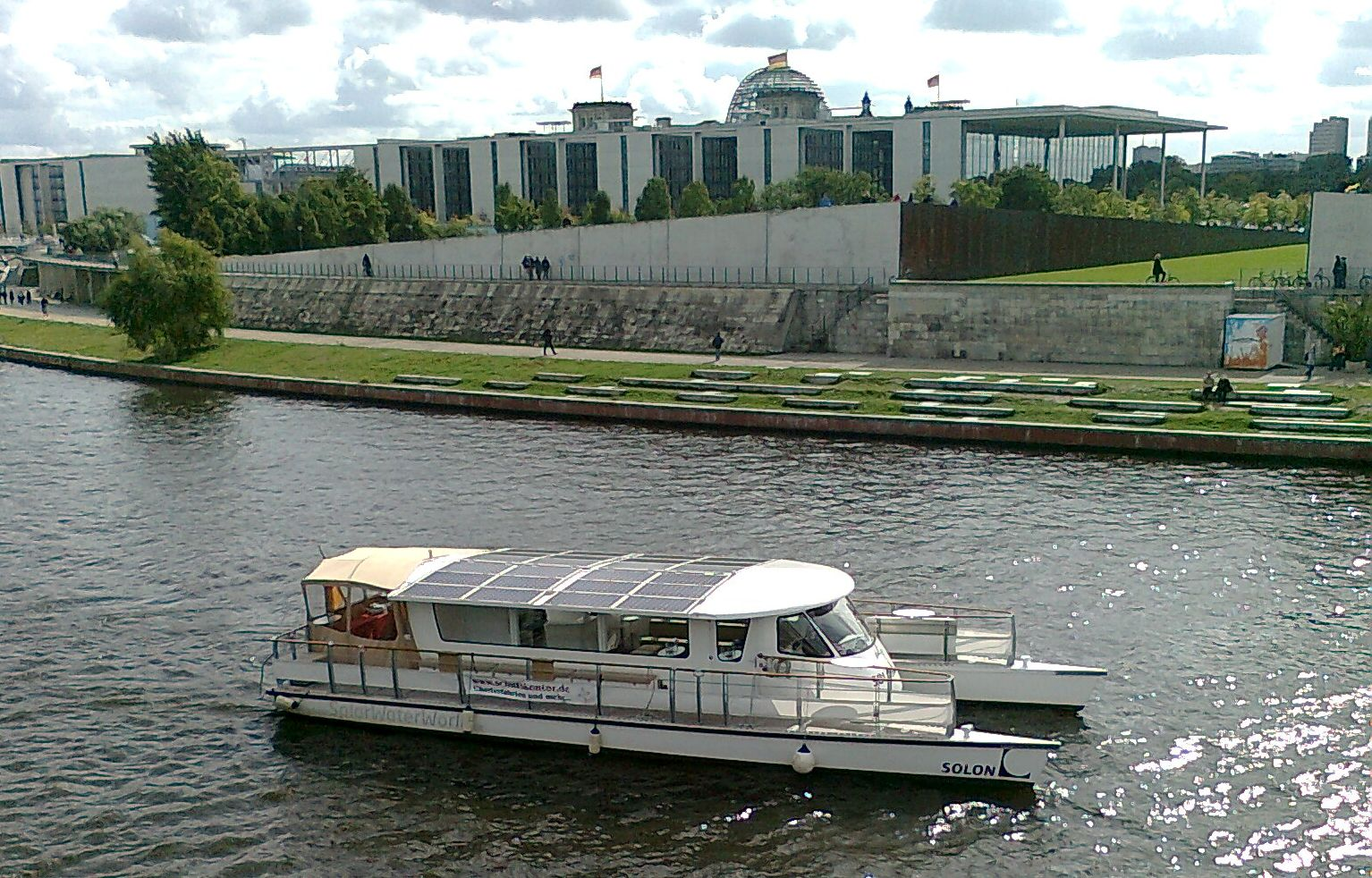
Das Solarschiff Solon gehört ebenfalls zu Solar Water World.

## Geschichte
Ein von der Solarwaterworld AG gestellter Antrag zur Förderung der Planung und Konstruktion von solarbetriebenen Fahrgastschiffen aus Aluminium in Katamaranbauart wurde 2014 vom Berliner Senat genehmigt. Er führte zur Unterstützung des Senats zum Bau der zwei Fahrgastschiffe vom Typ Suncat 120 für 180 Personen. Durch Solar Water World wurde die Reederei Solar Circle Line gegründet. Sie soll die solar-elektrisch betriebenen Fahrgastschiffe betreiben, die Stern- und Kreisschiffahrt ist als Minderheitsgesellschafter mit 24,9 % beteiligt.
Hintergrund für diese "grünen" Berliner Fahrgastschiffe ist das Bestreben des Berliner Senats, dass die Berliner Schifffahrtsunternehmen bis 2030 ihre CO2-Emissionen um 30 Prozent und ihre Rußemissionen um 90 Prozent reduzieren sollen. Im Frühjahr 2018 wurde in Berlin daher auch der Verband für Elektroschifffahrt und Ladeinfrastruktur gegründet.
Am 29. August 2018 erfolgte bei der Kiebitzberg-Schiffswerft die Kiellegung für das erste Solar-Fahrgastschiff. Der Katamaran aus Aluminium wurde nach Fertigstellung mit einem Autokran im Stapelhub zu Wasser gelassen. Anfang Dezember 2019 wurde er von Havelberg nach Berlin-Treptow überführt und an die Solar Circle Line abgeliefert. Das zweite Schiff sollte im Frühjahr 2020 folgen, es war auch eine gemeinsame Taufe geplant.
Die Corona-Pandemie verzögerte die Pläne, so erfolgte die Taufe des ersten Solarschiffes durch Ramona Pop, Berliner Senatorin für Wirtschaft, Energie und Betriebe am 10. Juni 2020. Das zweite Schiff wurde im Juli 2020 abgeliefert.

## Beschreibung

### Ausstattung, Kosten und Sonstiges
Mit einer Länge von 36,50 Metern und einer Breite von 6,85 Metern hat der Schiffstyp einen Tiefgang von 0,85 m. Im Schiff sind insgesamt 608 kWh Lithium-Ionen-Akkus des deutschen Herstellers aentron aus Gilching verbaut. Die Hochvolt-Batterie mit 550 V Spannung und 446 kWh Kapazität beliefert die zwei E-Motor-Propeller-Aggregate für den Antrieb. Ein 162-kWh-Akkuset mit 48 V Niederspannung versorgt das allgemeine Bordnetz, also Beleuchtung, Lüftung, Kühlen, Funk. Das Laden der Akkus erfolgt mit Solar- und Landstrom. Das Energie-Speichersystem ist vom  DNV GL zertifiziert – Voraussetzung dafür, dass diese in der Berufsschifffahrt und damit auch für Fahrgastschiffe eingesetzt werden darf. Die Abnahme des Schiffs erfolgte durch die Zentralstelle Schiffsuntersuchungskommission (ZSUK).
Das Schiff kann 14 Stunden autonom fahren, ohne nachzuladen, es benötigt keinen Abgasschlot und fährt und liegt besonders leise im Wasser.
Die Baukosten betrugen rund 2 Mio. €.
Das Akkuschiff mit 48 Solarmodulen (insgesamt 78 m2 Fläche) im Solardach im gesamten Oberdeck und viel Glasflächen hat eine Verdrängung von rund 78 Tonnen und eine elektrische Antriebsleistung der Propellermotoren von zweimal 45 Kilowatt. Eine Akkuladung reicht für zehn bis zwölf Stunden Fahrt. Geladen werden die Akkus während der Fahrt über die Solarmodule, die auf dem Dach des Schiffes verbaut wurden, sowie von Solartankstellen in Köpenick und im Treptower Park. Die Suncat 1 wird vorwiegend für Rundfahrten eingesetzt. Für Firmenfeiern, Gruppenfahrten Geburtstage oder Tagungen wird das zweite baugleiche dieser Solarschiffe, das Charterschiff Suncat Hermine eingesetzt.

### Charterschiff Suncat Hermine
Mit der Suncat Hermine können bis zu 70 Gäste bzw. Tagungsteilnehmer auf dem umweltfreundlichen und barrierefreien Solarboot ganzjährig auf allen Wasserstraßen in und um Berlin fahren. Für Feiern stehen eine Musikanlage und für Tagungen die entsprechende Präsentationstechnik zur Verfügung. Der Hafen von Solarwaterworld ist die bevorzugte Anlegestelle.